# 法默冰川
法默冰川（英語：Farmer Glacier）是南極洲的冰川，位於奧次地，北面是麥凱羅山，南面是湯普遜山，最終注入斯塔肖特冰川，現時由南極條約體系管理。